# Cheirogaleus crossleyi
Cheirogaleus crossleyi é uma espécie de lêmure da família Cheirogaleidae. Endêmica de Madagascar, onde é encontrada no leste e nordeste.